# Danny Reuther
Danny Reuther (* 22. Juni 1988 in Eisenberg) ist ein deutscher Fußballspieler. Der Mittelfeldspieler spielt seit Sommer 2016 für den Thüringer Verbandsligisten SV Eintracht Eisenberg.

## Karriere
Reuther spielte in seiner Jugend für den SV Eisenberg und für den FC Carl Zeiss Jena. Zwischen 2007 und 2009 spielte er vor allem für die zweite Mannschaft der Jenaer. Außerdem bestritt er drei Partien in der Dritten Liga. Zwischen Juli und Dezember 2009 stand er beim ZFC Meuselwitz unter Vertrag, bestritt aber kein Pflichtspiel. Anschließend spielte er für ein halbes Jahr beim SV Schott Jena. 2010 ging er zu Eintracht Eisenberg, wohin er ab Sommer 2016 nach einem dreijährigen Gastspiel (2013–2016) beim SV Schott Jena zurückkehrte.